# Nyköpings mässingsbruk

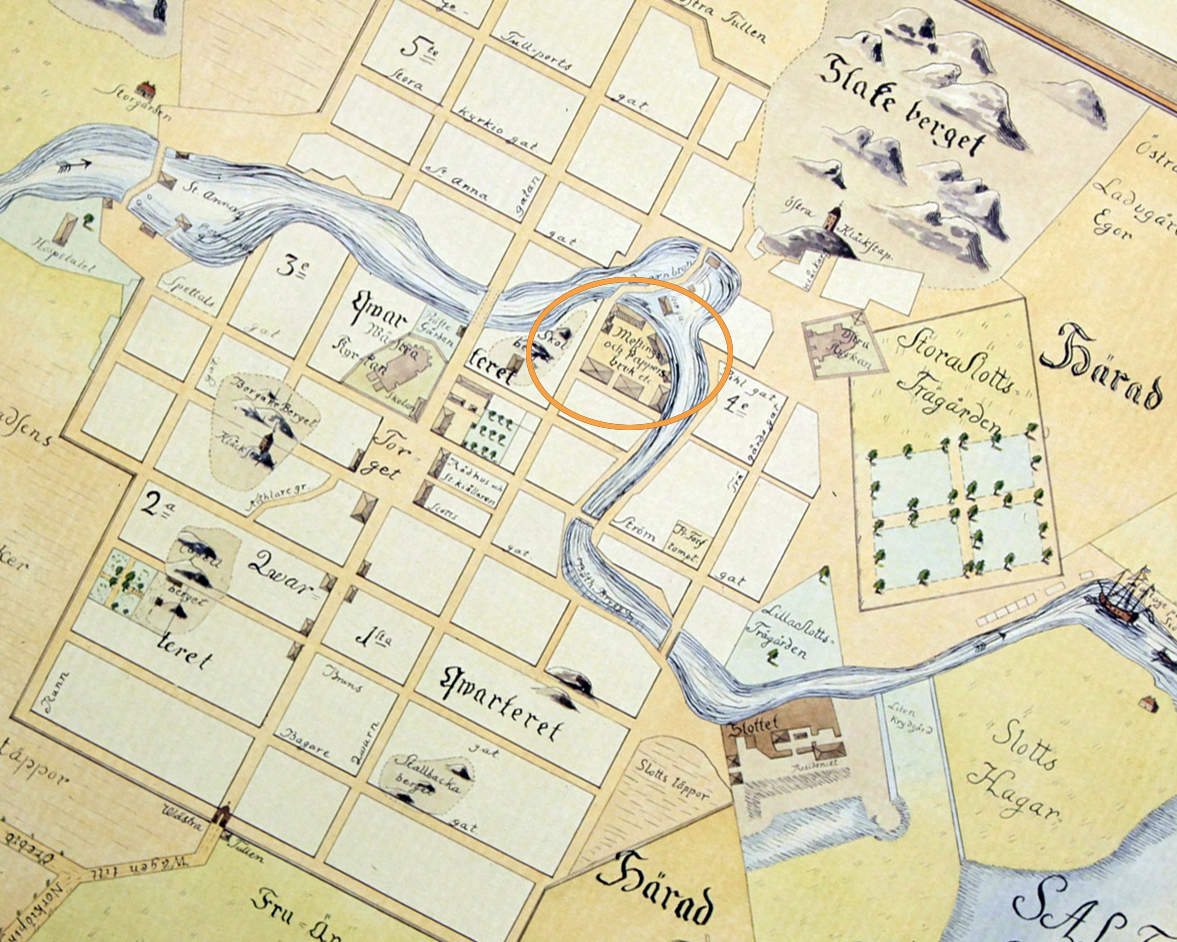
Nyköpings mässingsbruk låg i kvarteret som begränsas av Västra Kvarngatan, Bruksgränd och åstranden vid Storhuskvarn.

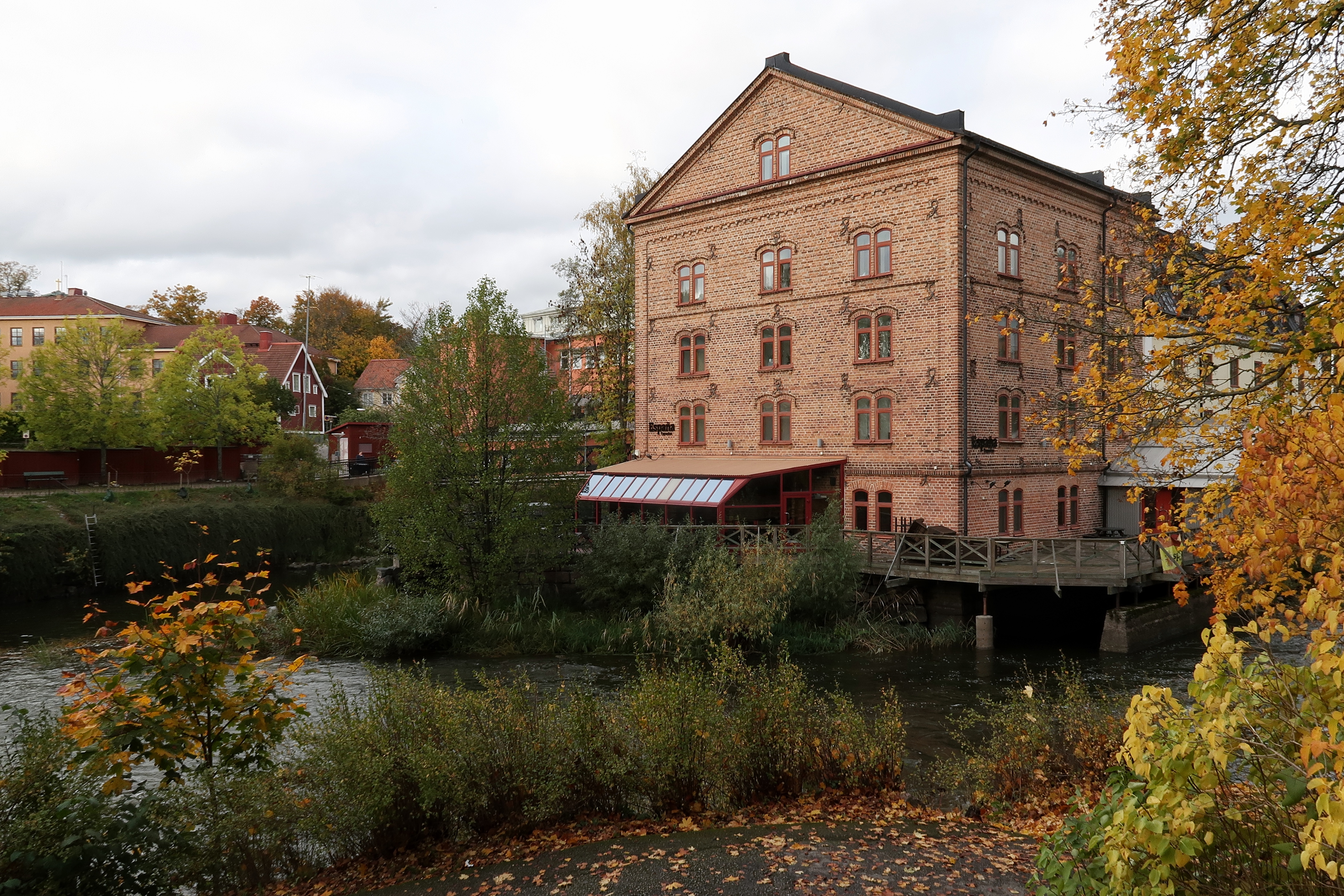
Platsen där Nyköpings mässingsbruk var beläget.

Nyköpings mässingsbruk var ett mässingsbruk anlagt i Nyköping 1606 och med en del uppehåll i drift fram till 1845.

## Historia
Nyköpings mässingsbruk anlades 1606 av Willem de Besche på initiativ av Karl IX. 1610 var anläggningen klar och bruket i full drift. Det blev snabbt det ledande svenska mässingsbruket då Skultuna under de första åren kämpade med stora problem. 
På 1620-talet tog Willem in brodern Gillis de Besche som medintressent. Willem hade dock vissa problem under den tiden och 1627 överläts brukets anläggningar åt Marcus Kock för anläggandet av ett myntverk, och samma år anlades ett nytt mässingsbruk i Norrköping, som fram till sin nedläggning i slutet av 1700-talet kom att bli Sveriges största. Myntverket lades dock ned redan på 1630-talet.,
Nyköpings mässingsbruk återupptogs år 1646 av tyskarna Willem Momma och Matthias Römer. Den mest engagerade var Momma som efter hand blev en verklig storman inom den svenska ekonomin.
1665 drabbades bruket av Nyköpings stadsbrand men återuppbyggdes kort därefter.
Momma överlät 1677 bruket till sin svärson David Klöcker Ehrenstrahl. Ehrenstrahl överlät senare bruket till sin svärson hovrättspresidenten Johan Wattrang.
Nyköpings mässngsbruk var i slutet av 1600-talet med sina 18 ugnar det näst största av de svenska mässingsbruken. Stora nordiska kriget innebar svårigheter för Nyköpings mässingsbruk. 
1719 förstördes bruket i samband med rysshärjningarna och stod inte återuppbyggt förrän 1734.
På 1720-talet bildade ett konsortium för brukets återuppförande. 1738 drabbades bruket åter av brand. 
I slutet av 1700-talet drabbades Nyköpings bruk liksom övriga svenska bruk av exportkrisen för svensk mässingtråd. Stadsbruken i Norrköping och Nyköping hade också större svårigheter att jämna ut dåliga år med annan produktion. 

Ordningsregler vid Nyköpings bruk från 1855.

Under 1800-talet satsade man alltmer på hushållsprodukter, knappnålar blev en viktig produkt. 1844 gick företaget i konkurs, och året därpå lades tillverkningen ned. Skultuna såg snabbt till att anställa några av de bästa arbetarna för att hindra att produktionen i Nyköping kunde återupptas.

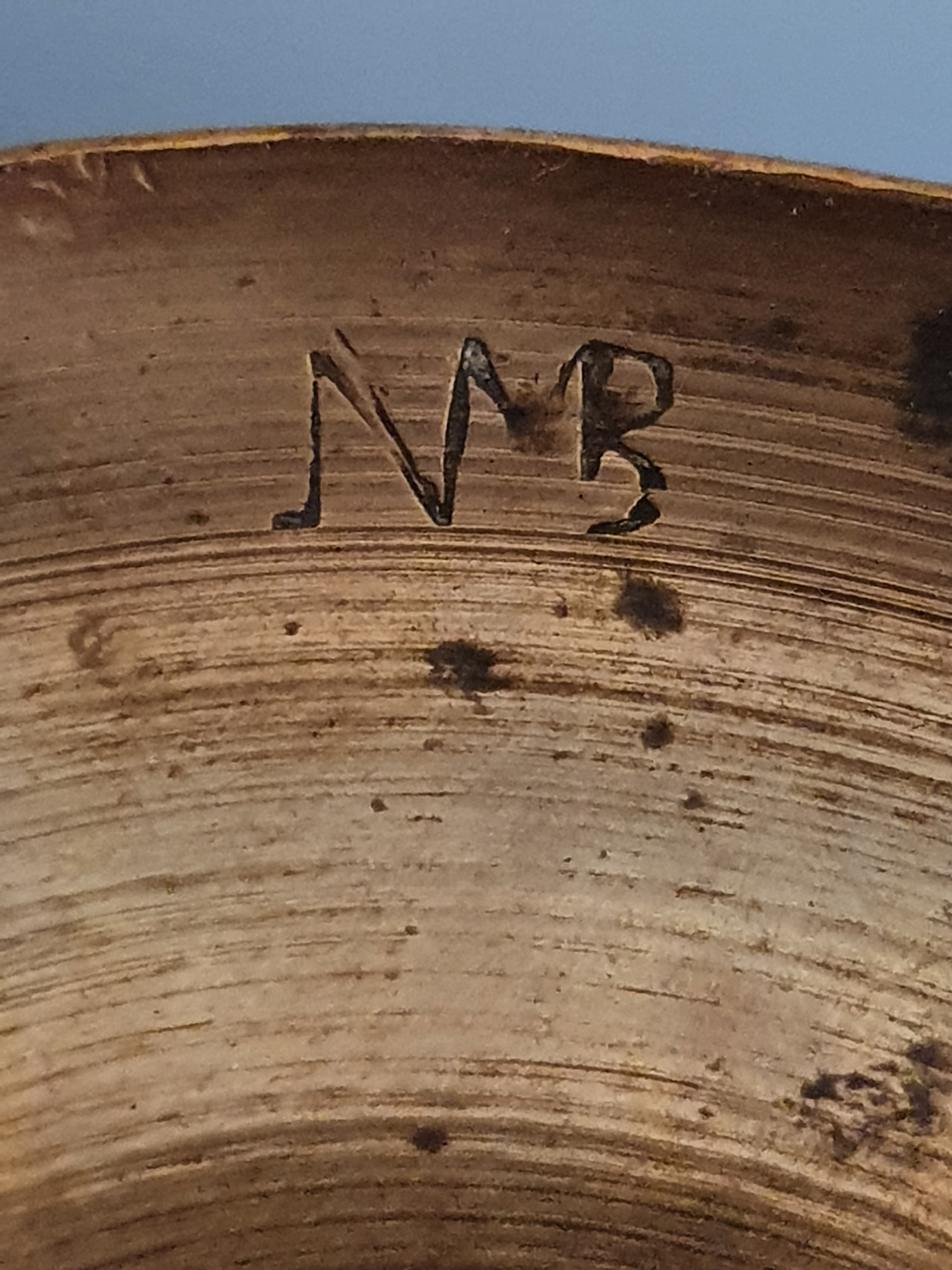
Märkning på ljusstake från Nyköpings mässingsbruk.

## Produktion
Brukets största produkt på 1600-talet var mässingstråd och mässingsplåt. Mässing framställdes av inhemsk koppar och importerad galmeja (zinkkarbonat). Under senare tid tillverkades även ljusstakar ljuskronor i gjuteriet, och knappnålar i knappnåls fabriken och diverse arbeten i mässingsslageriet, exempelvis kakelugnsluckor. År 1799 levererades bland annat 149 posthorn. Vid 1800-talets början utökades produktionen.